# Североморск-2 (аэродром)
Североморск-2 — недействующий военный аэродром Северного флота в Мурманской области, расположенный в 7 км юго-западнее города-ЗАТО Североморска и в 11 км северо-восточнее Мурманска.
Современное название аэродром Североморск-2 получил после Указа  Президиума Верховного Совета РСФСР от 18 апреля 1951 года о преобразовании рабочего поселка Ваенга в город Североморск.

## История
Ещё со времён Великой Отечественной войны Ваенга-2 известен среди лётно-технического состава как Малый аэродром. В эти годы на аэродромах Северного флота происходит активное перемещение и переформирование морских и сухопутных авиационных подразделений, их личного состава и техники. В частности, среди других авиационных частей в Ваенге-2 базировался 2-й гвардейский смешанный авиационный полк ВВС Северного флота. Отсюда 30 мая 1942 года для прикрытия с воздуха конвоя PQ-16 вылетела группа истребителей P-40 «Киттихоук». В ходе завязавшегося воздушного боя погиб командир полка дважды Герой Советского Союза Борис Сафонов.
С весны  1943 года аэродром становится базовым для 46 штурмового авиационного полка. 10 мая с аэродрома Ягодник прибывает 1АЭ, а немного позже две другие авиаэскадрильи этого подразделения.
После войны до 1960 года на аэродроме базировалась 107 истребительная авиационная дивизия ВВС СФ. Дивизия состояла из трёх истребительных авиационных полков: 614 ИАП оснащённый истребителями Миг-17 командир Герой Советского Союза полковник Попов, 516 ИАП оснащённый истребителями Миг-17 командир Герой Советского Союза полковник Диденко, 524 ИАП оснащённый перехватчиками Як-25 м  командир. подполковник  Потапов . Дивизией командовал генерал Чернышов, начальник политотдела полковник Николаенко.  Дивизия была расформирована в конце 1960 года. 524 истребительный авиационный полк перевели в состав 10-й армии ПВО и перебазировали на аэродром в посёлке Летнеозерский в 120 км к югу от Архангельска
20 мая 1960 года с аэродрома Шонгуй на аэродром Североморск-2 передислоцируется 830-й отдельный авиационный вертолётный полк на вертолётах Ка-15 и Ми-4. В последующем полк оснащался новой техникой: Ми-6, Ка-25, Ка-27, Ми-14, Ка-29. С 1970 года его экипажи участвуют в многомесячных боевых службах (походах) с базированием на кораблях ВМФ. 21 июня 1976 года авиагруппа в составе 10 вертолетов Ка-25 осуществила перелёт на Черноморский флот для участия в межфлотском переходе нового тяжелого авианесущего крейсера «Киев» из Севастополя в Североморск. В ходе перелёта над Карелией был потерян один борт, экипаж погиб. В 1979 году на основе двух корабельных вертолетных эскадрилий 830 ОПЛВП с базированием на аэродром Североморск-2 был сформирован 38-й отдельный корабельный противолодочный вертолётный полк.
В 1968 году после завершения переучивания с гидросамолёта Бе-6 на самолёт-амфибию Бе-12 на аэродром перебазируется с губы Грязной (посёлок Сафоново) 403 отдельный противолодочный авиационный полк дальнего действия. Для приёма этих более тяжёлых машин на аэродроме была произведена реконструкция, на ВПП стальные плиты К-1-Д были заменены на бетонные.
Некоторое время базировался также 912 отдельный транспортный авиаполк.
В 1960-е годы одноимённый посёлок при аэродроме был переименован в Сафоново-1. Аэродром сохранил за собой название Североморск-2.
После окончания холодной войны в 1998 году аэродром был закрыт, авиационные части переведены на аэродром Североморск-1. В последующие годы аэродромные сооружения и рулёжные полосы подверглись разграблению.
На август 2017 года занят военными под базу БЛА .
В начале 2024 года начата реконструкция аэродрома.